# Бизли, Джон (баскетболист)
Джон Майкл Бизли (англ. John Michael Beasley; родился 5 февраля 1944 в Тексаркане, штат Техас) — американский профессиональный баскетболист, выступал в Американской баскетбольной ассоциации, отыгравший семь из девяти сезонов её существования.

## Ранние годы
Джон Бизли родился 5 февраля 1944 года в городе Тексаркана (штат Техас), а вырос немного южнее в городе Линден (штат Техас), где учился в средней школе Линден-Килдэр, в которой играл за местную баскетбольную команду.

## Студенческая карьера
В 1962 году Джон поступил в Техасский университет A&M, где в течение трёх лет выступал за баскетбольную команду «Техас A&M Аггис», в ней он провёл успешную карьеру под руководством тренера Шелби Меткалфа, набрав в итоге в 73 матчах 1594 очка (21,8 в среднем за игру). При Бизли «Аггис» один раз выигрывали регулярный чемпионат (1964) и один раз — турнир конференции SWC (1964), а также один раз выходили в плей-офф студенческого чемпионата США (1964), однако дальше первого раунда не прошли, а сам Джон Бизли два года подряд признавался игроком года конференции SWC.

## Профессиональная карьера
Несмотря на то, что Бизли был одним из лучших игроков конференции SWC, которая была поставщиком достаточного числа баскетбольных талантов того времени, он был обделён большим вниманием со стороны клубов Национальной баскетбольной ассоциации и на драфте НБА 1966 года Джон был выбран всего лишь в пятом раунде под общим 45-м номером командой «Балтимор Буллетс», поэтому Джон заключил соглашение с любительским клубом «Филлипс-66», выступавшим в NIBL и AAU, в котором провёл один сезон, а затем с командой соперничающей с НБА Американской баскетбольной ассоциации «Даллас Чеперрелс».
Джон Бизли трижды принимал участие в матчах всех звёзд АБА, а также дважды включался во 2-ю сборную всех звёзд АБА. В 1969 году он был признан самым ценным игроком матча всех звёзд, который состоялся в «Конвеншн-центре» в Луисвилле, домашнем паркете клуба «Кентукки Колонелс», набрав в нём 19 очков и совершив 14 подборов. В сезоне 1973/1974 годов Бизли в составе «Юта Старз» играл в финале турнира. «Звёзды» в первом раунде обыграли команду «Сан-Диего Конкистадорс» со счётом 4-2, а затем в полуфинале с трудом прошли клуб «Индиана Пэйсерс», выиграв у него со счётом 4-3, но в финальной серии «Старз» легко уступили команде «Нью-Йорк Нетс» со счётом 1-4. Сам Бизли уже не показывал тех результатов, которых от него ждали, став по его итогам самым худшим по результативности игроком своей команды, набрав в четырёх матчах всего одно очко, поэтому в межсезонье объявил о завершении своей спортивной карьеры в возрасте всего 30 лет.